# Międzynarodowa Rada Muzyki Ludowej UNESCO
Międzynarodowa Rada Muzyki Tradycyjnej (ICTM) – organizacja pozarządowa pod patronatem UNESCO, zajmującą się badaniami etnomuzykologicznymi i etnochoreologicznymi. Została założona w Londynie 22 września 1947 r. Pierwotnie nosiła nazwę The International Folk Music Council (IFMC).
Jest wydawcą Rocznika Muzyki Tradycyjnej (Yearbook for Traditional Music) oraz Biuletynu wychodzącego dwa razy w roku. Od 2005 roku przewodniczącym jest Adrienne L. Kaeppler, kurator etnologii ludów Oceanii w Amerykańskim Muzeum Historii Naturalnej Instytutu Smithsona.
Od 1967 ICTM organizuje co drugi rok międzynarodowe konferencje. W 2009 odbyła się konferencja w Durbanie (Południowa Afryka) a w 2011 w St. John’s w Kanadzie.